# Lukefry
Lukáš Fritscher (* 21. dubna 1997 Olomouc), na internetu vystupující pod jménem Lukefry, je český youtuber, bavič a moderátor.

## Život
Lukáš Fritscher se narodil v Olomouci, kde navštěvoval základní školu i gymnázium. Později studoval žurnalistiku a evropská studia na Masarykově univerzitě v Brně, kterou však následně opustil a přestěhoval se do Prahy.
Na podzim 2019 se veřejně přihlásil k tomu, že je homosexuál.

## YouTube

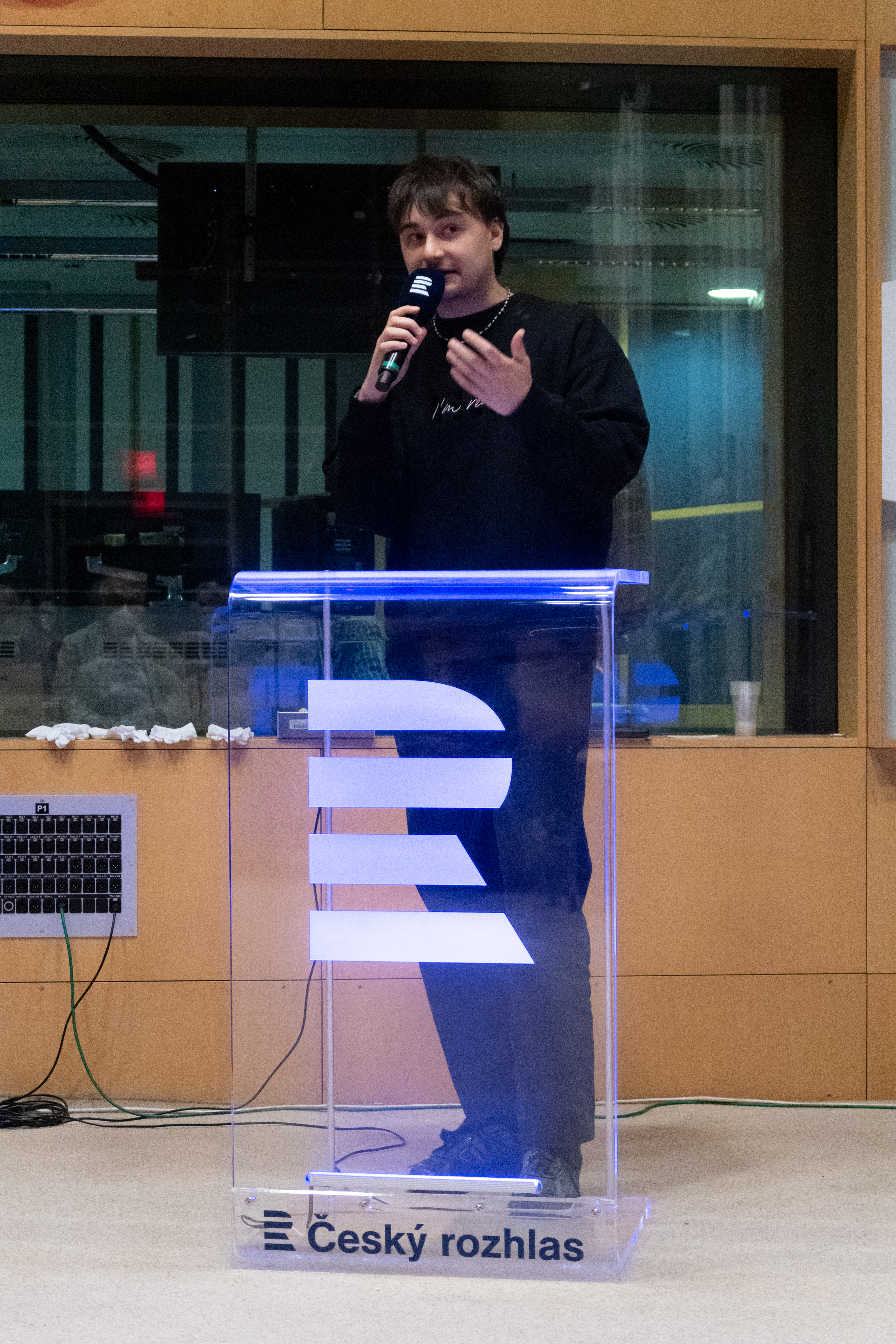
Lukefry ve Studiu S2 v budově Českého rozhlasu (2025)

Už od dětství ho bavila televize a odjakživa chtěl být moderátorem, což se později projevilo na jeho zájmu o televizi a média. Prvním veřejným počinem Lukáše Fritschera na serveru YouTube byla skupina MajnPLAY, která se skládala z jeho spolužáků z gymnázia. Chtěli vytvořit českou obdobu amerických youtuberů známých pod jménem Yogscast. Kanál MajnPLAY byl založen 22. září 2012 a krátce poté byl nahrán první díl minecraftového seriálu „Krásnogorodská základka“. Později skupina začala natáčet skeče a vlogy. Skupina sice svou činnost oficiálně nikdy neukončila, avšak poslední video s příznačným názvem „Konec?!“ vyšlo 24. února 2016 a od té doby je kanál neaktivní.
Kanál nazvaný Lukefry (původně Lukefry21, poté MajnPLAY LUKEFRY) byl založen 4. července 2011. Náplní byla videa, ve kterých rozebíral svoje staré sešity z matematiky, ve kterých byly různé malůvky a básničky. Později se začal věnovat rozborům televizních pořadů a stanic (TV Regina, Šlágr TV, Barrandov), tematickým skečům a videoblogům. V roce 2015 slíbil, že za 5000 odběratelů se přihlásí do soutěže Chcete být milionářem?. Tohoto čísla dosáhl 13. února 2016, avšak do soutěže se přihlásit nemohl, neboť již skončila. Věnuje se také tématům jako mediální či finanční gramotnost. Ve videu Poslední video o Jaromíru Soukupovi ze srpna 2018 prohlásil, že se televizi Barrandov (o níž do té doby natočil 6 videí) nebude věnovat, neboť nechce přidávat Jaromíru Soukupovi na popularitě.
Od října 2019 vydává spolu s Matějem Čížkem podcast Etcetera, ve kterém rozebírají moderní trendy (například sdílenou ekonomiku či TikTok). Na podzim 2020 začal moderovat podcast Filtr, který vznikl pod záštitou Ministerstva školství a je vydáván na audioportálu Českého rozhlasu. Podcast se věnuje mediální výchově a problematice sociálních sítí. V roce 2022 moderoval spolu s youtuberkou Natylou a psycholožkou Kateřinou Štočkovou Vavrošovou podcast Polštář, ve kterém se věnují intimním tématům a sexu. Od dubna roku 2023 moderuje s Julií Součkovou podcast kapesný ve kterém se společně s Lubošem Komárkem zaměřují zejména na finanční gramotnost., podcast vznikl pod záštitou Ministerstva školství, mládeže a tělovýchovy, Vysoké školy ekonomické v Praze a České národní banky. 
K 9. listopadu 2023 má na kanále Lukefry více než 276 tisíc odběratelů a 65,7 milionů zhlédnutí.

## Další působení
Lukáš Fritscher je spoluautorem a organizátorem akce  GrandShowTime Live, která jezdí s youtubery a musery po celé České republice. V březnu 2019 spoluzaložil produkční společnost CzechSocial Production, která se věnuje natáčení, fotografování či moderování akcí, případně jejich produkci.